# 拉庫薩角

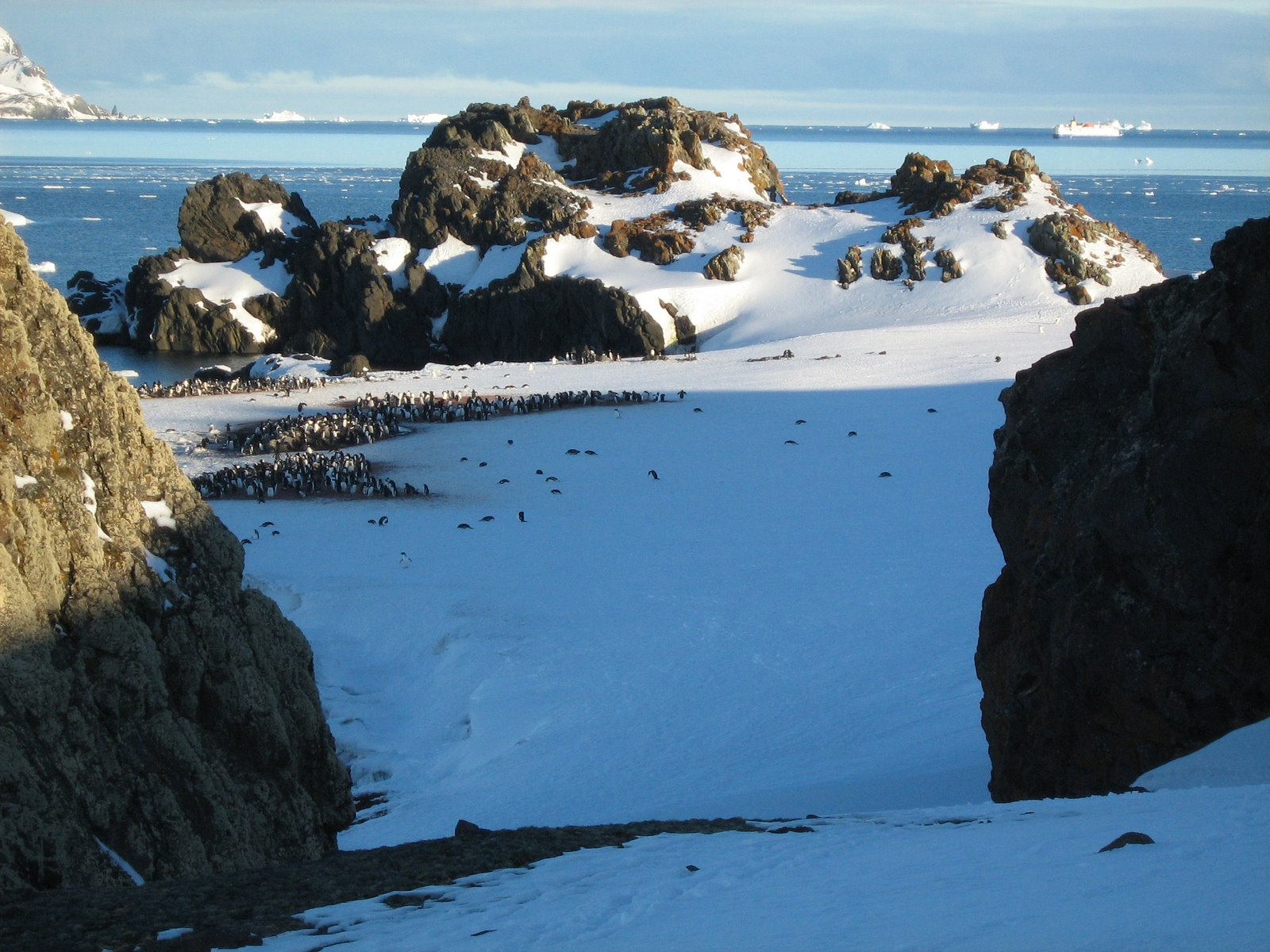

62°10′S 58°28′W / 62.167°S 58.467°W
拉庫薩角（波蘭語：Przylądek Rakusy），是南極洲的海岬，位於南設得蘭群島的喬治王島，處於湯馬斯角東南面0.9公里，在1977年由波蘭探險隊命名，現時由南極條約體系管理。